# Galaxie naine du Verseau
Pour les articles homonymes, voir Verseau (homonymie).
La galaxie du Verseau, ou DDO 210, est une galaxie irrégulière qui fait partie de notre Groupe local, découverte par Sidney van den Bergh en 1966.
Distante de 3,3 millions d’années-lumière, elle appartient à un vaste ensemble de galaxies irrégulières qui ne semblent pas faire partie d’un sous-groupe particulier.
L’une de ses principales caractéristiques est qu’elle présente un décalage vers le bleu, c’est-à-dire qu’elle se rapproche du système solaire, en l’occurrence à la vitesse de 137 km/s.